# والنتینو اورسینی
والنتینو اورسینی (ایتالیایی: Valentino Orsini؛ ۱۹ ژانویهٔ ۱۹۲۷ – ۲۶ ژانویهٔ ۲۰۰۱) کارگردان فیلم، و فیلم‌نامه‌نویس اهل ایتالیا بود.
از فیلم‌ها یا مجموعه‌های تلویزیونی که وی در آن‌ها نقش داشته است، می‌توان به یاغیان ازدواج و مردی برای سوزاندن اشاره نمود.